# Aurtis Whitley
Aurtis Whitley (Barataria, 1º maggio 1977) è un ex calciatore trinidadiano, di ruolo centrocampista.